# ذقاشة (جبلة)

تعديل مصدري - تعديل

ذقاشة هي إحدى قرى عزلة الربادي بمديرية جبلة التابعة لمحافظة إب، بلغ تعداد سكانها 424 نسمة حسب تعداد اليمن لعام 2004.